# ケチャ (干物)
ケチャ（Kethiakh）はセネガルの伝統食品である。ニシン科の魚（日本のサッパと同属のSardinella 属）を加工した薫製とも干物とも言える水産加工品で、セネガル料理の味付けに魚醤のように使われる。

## 作り方
セネガルの沿岸では、年間を通じてヤーボイと呼ばれるニシン科の魚が大量に水揚げされる（2002年度約4万トン）。漁から帰ってきた男性を浜辺で女性が待ち構え、材料用のヤーボイを買い取る。
踏み固めた地面に、ヤーボイを直径2､3メートルの渦巻き状に並べる。この魚の固まりを3センチほどの厚さにオガクズで覆い、さらにバオバブの枯れ枝を乗せて火をつける。
一晩かけてじっくり火を通し、薫製状になったヤーボイから頭と皮を取り除いた後、塩をふりかけながらたらいに漬け込む。翌朝、塩漬けのヤーボイを取り出し、2日ほど天日干しにして、ケチャが完成する。1キロあたり200フラン（約40円）ほどで売れる。

## 利用
ケチャをマメ（ニエベ）などと一緒に炊き込みご飯風にしたチェプケチャ（Thiebou kethiakh）は、セネガル料理の定番の一つであり、ケチャ独特の強い臭いが料理のアクセントとなっている。